# Walter Oczlon
Walter Oczlon (* 15. Februar 1952 in St. Johann im Pongau) ist ein österreichischer  Fotograf und Grafiker.

## Werdegang
Er wuchs in St. Johann in Salzburg auf und absolvierte eine Ausbildung zum Fotografen und Gebrauchsgrafiker an der Höheren Graphischen Lehr- und Versuchsanstalt sowie der Meisterklasse für Fotografie in Wien. Seit 1979 ist er Inhaber eines eigenen Ateliers im Zentrum von St. Johann im Pongau, in dem er schwerpunktmäßig in den Bereichen Werbe- und Architekturfotografie, Druckvorstufe und Gebrauchsgrafik tätig ist. Er lebt und arbeitet in St. Johann und Salzburg. Ein bekanntes Zitat von ihm lautet: „Die Fotografie ist meine Freude. Das Büchermachen ist meine Leidenschaft.“

## Ehrungen
- Goldmedaille Photographische Gesellschaft in Wien, 2014
- Kulturpreisträger St. Johann im Pongau (1986)[1]

## Gruppen- und Einzelausstellungen
- Museum moderner Kunst (Wien)
- Galerie Sieben – Stern (Steyr)
- Künstlerhaus (Wien)
- Rupertinum – Traklhaus (Salzburg)
- Fotofestival Zingst
- Deutsches Architekturmuseum (Frankfurt)
- Darmstädter Tage der Fotografie
- kultur:plattform[2]
- Neue Galerie der Stadt Linz
- Universität Klagenfurt

## Autorenfotografische Bücher
- Verhüllungen // Coverings. Verlag Atelier Oczlon, 2022, ISBN 978-3-200-08513-8. (walter-oczlon.at)
- Unter den Brücken // beneath the bridges. Verlag Atelier Oczlon, 2018, ISBN 978-3-200-05505-6. (walter-oczlon.at)
- Zucht und Ordnung. Verlag Atelier Oczlon, 2012, ISBN 978-3-200-02442-7. (walter-oczlon.at)
- Flusswasser. Verlag Atelier Oczlon, 2008, ISBN 978-3-200-01373-5. (walter-oczlon.at)
- Wasser – Form aus Bewegung. Verlag Atelier Oczlon, 2002, ISBN 3-211-83896-1. walter-oczlon.at

## Auszeichnungen
2022 / 2023 für das Buch Verhüllungen
- International Architecture & Design Award 2023, Gold winner, Communication Design[3]
- IF Design Award, Winner[4]
- ADC Art Directors Club, Nagel Gold, Preisverleihung in Hamburg[5]
- German Design Award, Special Mention: Excellent Communications Design, Books and Calendars, Preisverleihung in Frankfurt[6]
- Golden Pixel Award, Winner, 2023[7]
- Red Dot Design Award, Grand Prix 2023[8]
- Red Dot Design Award, Best of the Best 2023[8]
- C2A Creative Communication Award, Best of the Best, Preisverleihung in Los Angeles[9]
- Deutscher Fotobuchpreis, Bronze
- Berliner Type, Gold[10]
- ICMA (Internationaler Creativ Media) Award – Art books, Gold, Preisverleihung in London[11]
- LICC (London International Creative Competition) Award, Professional / SHOOT (Photo/Video) Finalist[12]

2018 / 2019 für das Buch Unter den Brücken
- Deutscher Fotobuchpreis, Gold Winner
- Art Directors Club Deutschl., Silver Winner
- iF Design Award, Winner
- German Design Award, Winner
- Creativ Club Austria, Venus
- Red Dot Design Award, Best of the Best
- Red Dot Design Award, Grand Prix
- Golden Pixel Award, Winner
- Berliner Type, Dipl. Konzeption & Fotografie
- Art Directors Club of Europe, Silver Winner

2012 / 2013 / 2014 für das Buch Zucht und Ordnung
- THE CUP, Intercontinental Best Publications
- German Design Award, Nominee
- iF communication design award
- FEP European Photo Book Award, Overall Winner // Bestes Europäisches Fotobuch, Preisverleihung in Wien
- Creativ Club Austria, Venus
- Deutscher Fotobuchpreis, Nominierung
- Red dot design award, Winner
- Eines der schönsten Bücher Österreichs
- Joseph Binder Award, Gold

2009 / 2010 für das Buch Flusswasser
- Printissimo Art Award, Winner
- Deutscher Fotobuchpreis, Nominierung
- FEP European Photo Book Award of the Year, Winner, Preisverleihung in Lyon / Frankreich

2002 / 2003 für das Buch Wasser – Form aus Bewegung
- Schönstes Buch Österreichs
- Landespreis für Kommunikation, Design & Fotografie